# Lopinga deidamia
Lopinga deidamia is een vlinder uit de familie van de Nymphalidae, uit de onderfamilie van de Satyrinae. De soort is voor het eerst wetenschappelijk beschreven door Eduard Friedrich Eversmann in een publicatie uit 1851.
De soort komt voor in de Oeral en verder oostwaarts tot in Japan.